# Angna Mountain
Angna Mountain är ett berg i Kanada.   Det ligger i territoriet Nunavut, i den östra delen av landet, 2 500 km norr om huvudstaden Ottawa. Toppen på Angna Mountain är 1 710 meter över havet.
Terrängen runt Angna Mountain är kuperad åt sydost, men åt nordväst är den bergig. Angna Mountain är den högsta punkten i trakten. Trakten runt Angna Mountain är nära nog obefolkad, med mindre än två invånare per kvadratkilometer.. Det finns inga samhällen i närheten. 
Trakten runt Angna Mountain är permanent täckt av is och snö.